# São Manuel
São Manuel este un oraș în São Paulo (SP), Brazilia.